# (60183) Falcone
(60183) Falcone  es un asteroide perteneciente al cinturón de asteroides, descubierto el 5 de noviembre de 1999 por Matteo Santangelo desde el Observatorio de Monte Agliale, en Italia.

## Designación y nombre
Falcone se designó al principio como 1999 FR21.
Más adelante fue nombrado en honor al juez italiano  Giovanni Falcone (1939-1992).

## Características orbitales
Falcone orbita a una distancia media del Sol de 2,8998 ua, pudiendo acercarse hasta 2,6755 ua y alejarse hasta 3,1240 ua. Tiene una excentricidad de 0,0773 y una inclinación orbital de 3,1667° grados. Emplea en completar una órbita alrededor del Sol 1803 días.

## Características físicas
Su magnitud absoluta es 15,1. Tiene 3,247 km de diámetro. Su albedo se estima en 0,139.